# Enejomfruhår
Enejomfruhår (Polytrichum juniperinum), ofte skrevet ene-jomfruhår, er et almindeligt mos i Danmark på næringsfattig, tør bund i skove og heder. Det videnskabelige artsnavn juniperinum kommer af juniperus, hvilket er det gamle latinske navn for planten Ene.